# Kala pani (tabou)
Pour les articles homonymes, voir Kala Pani.
Le Kala Pani (hindi : कालापानी, kālāpānī, « l'eau noire ») est un tabou de l'hindouisme interdisant de franchir les eaux sombres ou noires de l'océan, nommément l'océan Indien, et d'entreprendre de longs voyages, car cela signifierait la perte du statut de caste (varna), une rupture du cycle de la réincarnation et une condamnation à l'errance perpétuelle.

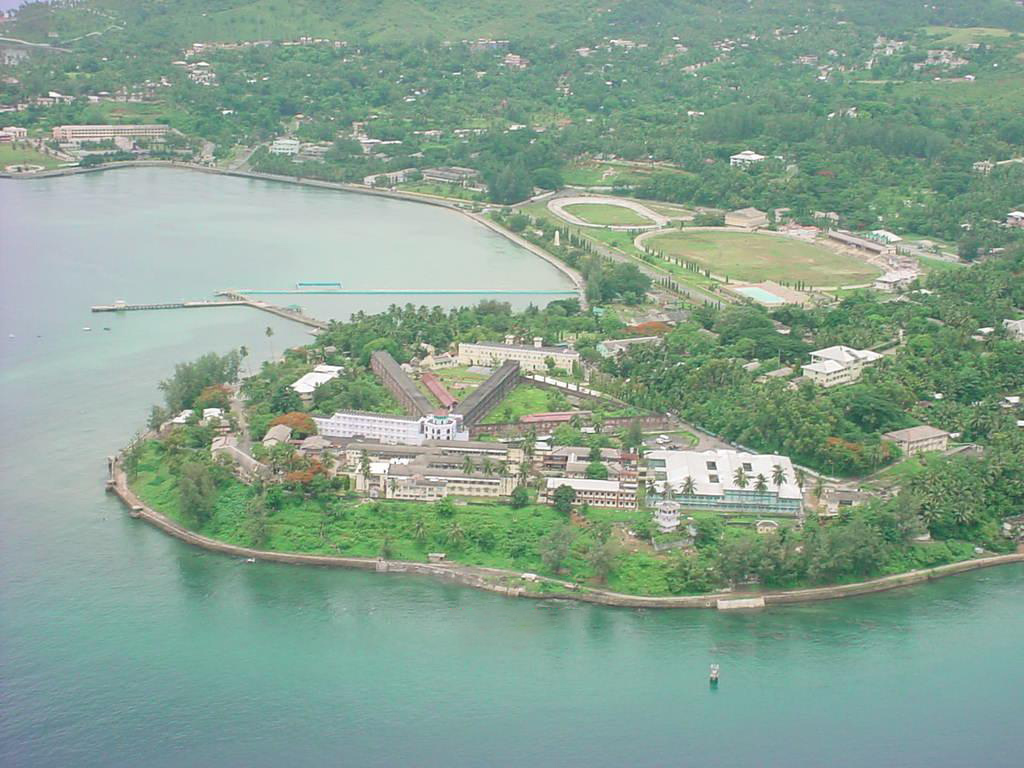
Cellular Jail, une prison britannique établie à Port Blair, aux îles Andaman, était surnommée Kala Pani, car la traversée pour l'atteindre était synonyme de perte du statut de caste, et donc d'exclusion sociale.

## Histoire
La faute consistant à traverser la mer est aussi connue sous le nom de « Samudrolanghana » ou « Sagarollanghana ». Vers 800 av. J.-C., le Dharmasûtra de Baudhayana (en) (II.1.2.2) cite les traversées océaniques comme la première des fautes qui causent la perte de varna. Le Dharmasûtra suggère qu'il est possible d'effacer ce « péché » en trois ans en mangeant peu un repas sur quatre, en se baignant à l'aube, à midi et au crépuscule et en restant debout durant la journée et assis durant la nuit.
Les principales raisons derrière ce tabou sont l'impossibilité d'effectuer les rituels quotidiens et le péché du contact avec les mlecchas (étrangers non-hindouistes). La crainte des traversées océaniques vient aussi de la notion qu'elles brisent le cycle des réincarnations, car le voyageur est séparé des eaux régénératrices du Gange. De tels voyages brisent aussi les liens familiaux et sociaux. Selon une autre croyance de l'Inde pré-moderne, les eaux marines (Kala Pani) étaient habitées par les hougli, des esprits maléfiques et des monstres.
Au moment des Grandes découvertes, les marins portugais avaient noté que les Hindous étaient réticents à s'engager dans le commerce maritime à cause de ce tabou. Au XVIIIe siècle, les Banians du nord de l'Inde considéraient même la traversée de l'Indus à Attock comme un tabou et devaient accomplir des rituels de purification après l'avoir faite. Tous les hindous n'adhéraient cependant pas à cet interdit, et il y avait des marchands indiens en Birmanie, à Mascate et à d'autres endroits.

### Mutineries de la période britannique
La Compagnie britannique des Indes orientales avait recruté des cipayes dans les castes supérieures et adapté ses règlements militaires en fonction des exigences leurs rituels religieux. Le service outremer, en particulier, n'était pas exigé d'eux.
Au moment de la Première Guerre anglo-birmane, l'armée du Bengale (en) a reçu l'ordre de se rendre à Chittagong. Comme il n'y avait pas de chars à bœufs et que le voyage par la mer était tabou pour eux, les soldats devaient s'y rendre à pied. Effrayés par les difficultés de cette longue marche, et craignant que leurs supérieurs les obligent à prendre le bateau si celle-ci n'arrivait pas à son terme, ceux du 47e Régiment refusèrent d'obéir. Ils se mutinèrent le 2 novembre 1824 à Barrackpore.
Le General Services Enlistment Act de 1856 obligeait les nouvelles recrues à servir outremer, si on le leur demandait. Les cipayes de haute-caste s'inquiétèrent à la perspective que ce règlement puisse s'étendre à eux par la suite. Cette inquiétude est une des nombreuses causes de la Révolte des Cipayes de 1857.
Cellular Jail, la prison indo-britannique des îles Andaman, était surnommée Kala Pani : y être condamné menaçait les prisonniers de perte du statut de caste, et donc d'exclusion sociale.

### Engagisme et eaux noires

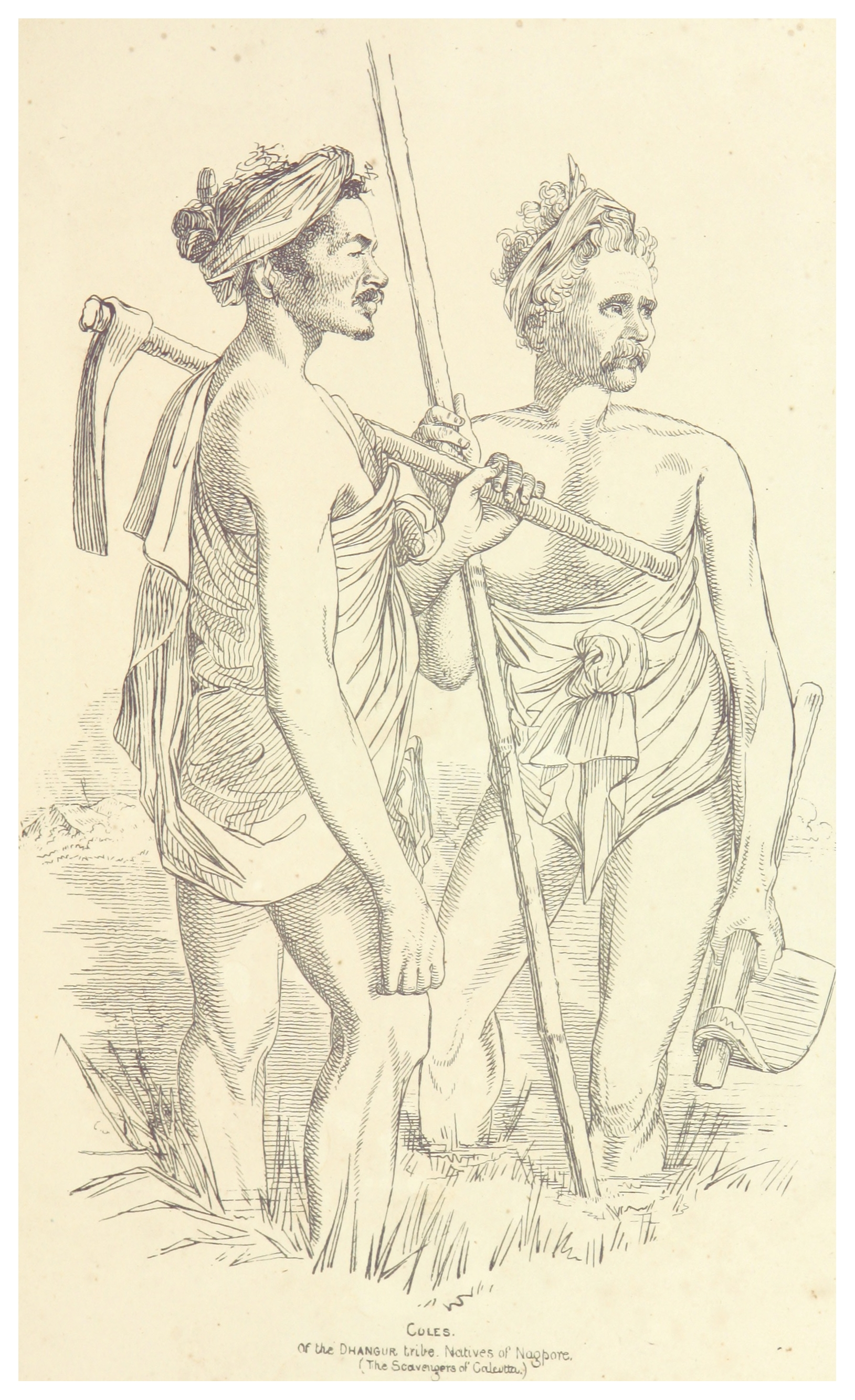
Coolies Dhangar, gravure de 1844.

La question du Kala pani se posa avec acuité dès l'abolition de l'esclavage dans les colonies britanniques (comme à Maurice en 1834). Pour remplacer les esclaves émancipés, les autorités songèrent à engager des travailleurs à bas prix, les coolies (en anglais indentured). Leurs recruteurs pour l'Afrique du Sud, l'île Maurice, Fidji et les Caraïbes se heurtaient souvent aux réticences des candidats au tabou de la traversée océanique.
Pour y remédier, certains plaçaient de grands chaudrons contenant de l'eau du Gange à bord des navires, souvent des négriers reconvertis, pour convaincre les coolies qu'ils n'étaient pas en infraction avec leurs croyances religieuses et que le cycle de leurs réincarnations ne serait pas brisé. Ils ont eu aussi recours préférentiellement aux Hill coolies ou Dhangar, une tribu nomade en rupture avec le système de caste traditionnel dont les membres travaillaient comme coolies (ou engagés) dans les grandes plantations d'indigotiers aux alentours du plateau de Chota Nagpur.

## Aspects culturels
Le Kala Pani est un thème important de l'histoire indo-caribéenne ; il a été finement examiné dans les œuvres de V. S. Naipaul.
En 1992, un texte poétique de l'écrivain mauricien Khal Torabully, d'ascendance indienne, a mis le Kala Pani au centre de son dispositif esthétique dans sa poétique de la coolitude. Pour la première fois, l'océan tant craint n'est plus seulement un espace de déconstruction des identités, mais aussi un espace de beauté et de reconstruction, dans une perspective qu'il appelle l'« imaginaire corallien ».
La romancière Natacha Appanah (née en 1973) a aussi mis en scène le voyage océanique des coolies, mais surtout pour en montrer l'inhumanité, tandis que le roman d'Amitav Ghosh, A Sea of Poppies (2008) donne au Kala Pani la densité d'un personnage romanesque.

## Aspects psychologiques
Dans les consultations de psycho-traumatologie qui intègrent une approche anthropologique, l'avant et l'après de la traversée sont bien documentés. On peut également intégrer le passage lui-même comme élément traumatique. La traversée, elle-même créant le clivage.

## Dans l'Inde moderne
Le Temple de Tirumala (en) (Tirumala, près de Tirupati), dans l'Andhra Pradesh, n'autorise toujours pas un prêtre qui aurait voyagé en mer à entrer dans le saint des saints.
En 2007, l'élévation de Sugunendra Tirtha à la tête de l'Udupi Sri Krishna Matha (en) (le temple de Krishna d'Udupi) a suscité l'opposition de certains religieux, car il était allé dans des pays étrangers, commettant ainsi le péché de saagarolanga (traversée des mers). Il a fallu un jugement en 2008 pour entériner son élévation. En 2012, son opposant Vishwesha Teertha (en) et lui ont annoncé faire un satyagraha" , jeûner pour faire pression l'un sur l'autre à ce sujet.
Le poète Vishnunarayanan Namboothiri (en), prêtre au Temple de Srivallabha (en) de Tiruvalla (dans le Kerala), n'a pas été autorisé à y rentrer à son retour d'un voyage à Londres. Les autorités du temple, menées par le thantri (en) (prêtre en chef), ont exigé de lui une purification complète, une pénitence et une punaravrodha (réinstallation) avant d'y être autorisé à nouveau. On lui a demandé de se purifier en récitant 1 008 fois le Gayatri Mantra, ce qu'il a refusé. Le mouvement Rashtriya Swayamsevak Sangh l'a soutenu, en qualifiant le Kala pani de « rituel dépassé ». Le conseil du Devaswom (en), qui gère tous les temples du Kerala, l'a soutenu, licenciant même deux de ses membres qui refusaient son retour. Le conseil a présenté au thantri une justification écrite et Namboothiri a été autorisé à revenir seulement purifié par aspersion d'eau sacrée (theertham (en)).